# Ichthybotus
Ichthybotus är ett släkte av dagsländor. Ichthybotus ingår i familjen sanddagsländor.
Kladogram enligt Catalogue of Life:
| Ichthybotus | \| \| Ichthybotus bicolor \| \| \| \| \| \| Ichthybotus hudsoni \| \| \| \| |
|             | \| \| Ichthybotus bicolor \| \| \| \| \| \| Ichthybotus hudsoni \| \| \| \| |
|             | Ephemera                                                                    |
|             |                                                                             |
|             | Hexagenia                                                                   |
|             |                                                                             |
|             | Litobrancha                                                                 |
|             |                                                                             |
|             | Ichthybotus bicolor                                                         |
|             |                                                                             |
|             | Ichthybotus hudsoni                                                         |
|             |                                                                             |

|  | Ichthybotus bicolor |
|  |                     |
|  | Ichthybotus hudsoni |
|  |                     |